# 15 Hudson Yards
15 Hudson Yards é um arranha-céu residencial em Manhattan, Nova Iorque, completado em 2019. Localizado em Chelsea e na área de Penn Station, o edifício é parte do projeto Hudson Yards, um plano para redesenvolver a área do pátio West Side da MTA.

## História
Sua construção começou em 4 de dezembro de 2014. Em setembro de 2015, o projeto recebeu um aporte financeiro de US$850 milhões do fundo britânico The Children's Investment Fund Management.  A construção do prédio foi concluída em fevereiro de 2018. Em janeiro de 2019, aproximadamente 60% das unidades do edifício tinham sido vendidas.

## Projeto e arquitetura
O exterior do 15 Hudson Yards foi projetado pela Diller Scofidio + Renfro, e o interior foi planejado pelo Rockwell Group. Ismael Leyva foi o arquiteto executivo.
O prédio tem 285 unidades residenciais. Os andares 50 e 51 são uma área de serviços de 3.700 m2 que inclui um centro de natação com uma piscina com 22 metros de comprimento, spa, academia, estúdio de yoga, quarto de brinquedos para crianças, salas de jantar privativas, sla de triagem, uma sala de estar para clube de golfe, adega e centro comercial. Outro destaque do edifício é o "Skytop", um terraço a céu-aberto, que é chamado de o maior terraço residencial a céu-aberto da cidade de Nova Iorque.
A torre é integrada com o The Shed, um centro cultural na base do edifício. Aberto em 5 de abril de 2019, o centro cultural atua em uma ampla gama de de áreas da cultura, incluindo arte, performance, cinema, design, culinária, moda e novas combinações de atividades culturais. O saguão do prédio tem uma grande instalação de madeira projetada pelo escultor americano Joel Shapiro.